# John Potts
John Potts (1871–1956), oorspronkelijk afkomstig uit County Wexford, was een bekend Iers bespeler van de uilleann pipes, wiens huis in de wijk The Liberties van Dublin een ontmoetingsplaats was voor muzikanten uit geheel Ierland. Van zijn persoonlijke leven is niets bekend.

## Zijn leven als Piper
Samen met Billy Andrews (1873-1939) en James Ennis (1884-1964) behoorde hij tot de jonge muzikanten die in Dublin tussen 1900 en 1910 werden gevormd tot uilleann piper, dankzij de nieuw opgerichte Pipers Club en de jaarlijkse Feis Ceoil festivals. De organisatoren van dit festival hadden het doel om alle Ierse traditionele muziek in één dik boek uit te geven en daarom loofden ze prijzen uit aan pipers en fiddlers die met onbekende muziekstukken kwamen.
Een aantal van die stukken werd tijdens de festivals met een fonograaf opgenomen, waaronder muziek van de blinde pipers Dinny Delaney uit Ballinasloe (1841-1919) en Michael O'Sullivan uit Kerry (1846-1916). Geregelde bezoekers van huize Potts in de jaren 1930-1940 waren de travelling piper Johnny Doran (1907-1950), de gentleman piper Liam Walsh uit Waterford, Brother Gildas uit Belfast en de eerder genoemde Billy Andrews die tussen 1911 en 1928 een groot aantal fonograafcilinders en 78 toerenplaten zou maken.

## Familiebanden van John Potts
John Potts had twee zoons die een grote reputatie verwierven in de muziek: Eddie en Tommy. Eddie was al jong een gerenommeerd uilleann piper die geregeld voor de Ierse nationale radio optrad en vervolgens - zeer tot tegenzin van vader Potts - overstapte op jazzmuziek met de saxofoon. Tommy Potts werd fiddler en ontwikkelde geleidelijk een heel eigen stijl die ver af stond van de mainstream maar door een schare volgelingen zeer werd gewaardeerd. Hij woonde kort na 1990 in de wijk Walkinstown in Dublin, pal om de hoek bij Tommy Reck.
Potts' kleinzoon Seán is een traditionele Ierse bespeler van de tin whistle. Hij werd in 1930 geboren in de voorstad Drimnagh van Dublin, Ierland. Hij is bekend als een van de oprichters, samen met Paddy Moloney, van de zeer bekende folkband The Chieftains. Hij speelde in deze band van 1962 tot 1979. Hij is ook een bekwaam bodhránspeler. Voor hij bij The Chieftains ging werken was hij lid van Seán Ó Riadas groep Ceoltóirí Chualann. Nadat hij The Chieftains had verlaten trad Potts nog wel op bij traditionele festivals in het land.
Seán Potts componeerde de air Cuimhne an Phíobaire (A Piper Remembered) ter herinnering aan zijn grootvader John Potts. Seáns grote interesse gaat uit naar de dansmuziek van Clare en Sligo en de Keltische zang-traditie van Kerry en Connemara. Ook hij is een genieter van de uilleann pipes. Als teenager nam hij lessen in uilleann pipes van Tommy Reck (1921–'91) die een leerling was van Seáns grootvader.
De achterkleinzoon van John Potts, Seán Óg Potts is ook bekend als speler van uilleann pipes en treedt op met de band Dónal Lunny.
Seán Potts' familie was omgeven met de muziek van zijn grootvader John Potts, zijn oom Tommy Potts, die een van de meest onderscheiden fiddlers van  Ierland was, en Eddie Potts, die als doedelzakspeler, violist, jazzmuzikant en saxofonist in veel gelegenheden in Dublin muziek maakte. Seáns tante Teresa was ook een talentvol musicus, zij speelde accordeon en piano in het muziekcircuit in de jaren 50, zijn tante Maria (Zuster Kevin) was een muzieklerares in de kloosterschool in Dingle, County Kerry.  Zijn neef Patrick is dirigent van de St. Pauls Kerk in Clontarf.